# Fuerte Bulnes
Fuerte Bulnes je nekdanja utrdba na skrajnem jugu Čila, okoli 60 km južno od Punta Arenasa, pomembna zaradi čilenske širitve na skrajni jug Patagonije in prisvojitve Magellanovega preliva.
Leta 1842 je predsednik Manuel Bulnes zaukazal začetek priprav na zasedbo do takrat še nikogaršnje Magellanove ožine. K temu ga je vse do svoje smrti v perujskem izgnanstvu nagovarjal tudi prvi predsednik države Bernardo O'Higgins. Aprila je guverner otočja Chiloé Domingo Espiñeira pričel graditi ladjo, ki so jo po mestu izdelave poimenovali goleta Ancud. 22. maja 1843 je ladja, na katere krovu je bilo 18 vojakov (večinoma Čilotov, prebivalcev Arhipelaga Chiloé), ženi dveh vojakov, ameriški pomorščak Jorge Mabon, pruski naravoslovec Bernardo Philippi in vodja odprave, angleški kapitan Juan Williams, odplula iz Ancuda. Po štirimesečni plovbi so 21. septembra razglasili čilsko suverenost nad celotnim Magellanovim prelivom ter 2 km od kraja, kjer je Pedro Sarmiento de Gamboa leta 1584 ustanovil neuspelo kolonijo Puerto Hambre, pričeli iz hlodovine graditi utrdbo, ki so jo po predsedniku države poimenovali Fuerte Bulnes. Dogradili so jo oktobra.
Z vojaškega vidika je lokacija utrdbe na majhnem skalnatem polotoku bila zelo primerna, že prvo zimo pa se je izkazalo, da zaradi ostrih zim, pomanjkanja pitne vode in neprimernih pogojev za kmetovanje ni primerna za ustanovitev naselbine. Zato so že konec leta 1848 nekoliko severneje ustanovili novo naselbino na primernejšem kraju ob izlivu reke Las Minas, do takrat znanem kot Punta Arenosa (»peščeni rt«). Tam je nastal današnji Punta Arenas.
V Punta Arenas se je preselila tudi vojaška postojanka in Fuerte Bulnes so opustili. Leta 1852 je njene ostanke požgal poročnik Miguel José Cambiazo. Leta 1930 je župan Ramón Cañas Montalva prvi predlagal njeno obnovo. Med letoma 1941 in 1943 je do tega zares prišlo in obnovili so cerkev, zapore, skladišče smodnika, pošto in hleve. Obnovljeni kompleks so slovesno odprli februarja 1944. Leta 1968 so ga razglasili za narodni spomenik. 